# کربن-۱۴
کربن-۱۴ (انگلیسی: Carbon-14) یا رادیوکربن یک ایزوتوپ پرتوزای کربن است که هسته اتم آن دارای ۶ پروتون و ۸ نوترون است. وجود کربن-۱۴ در مواد ارگانیک پایه و اساس روش تاریخ‌گذاری رادیوکربن است که توسط ویلارد لیبای و همکارانش در سال ۱۹۴۹ جهت تعیین سن نمونه‌های باستان‌شناسی، زمین‌شناسی و آب‌زمین‌شناسی معرفی شد. کربن-۱۴ در ۲۷ فوریه ۱۹۴۰ توسط مارتین کامن و سم روبن در آزمایشگاه ملی لارنس برکلی در برکلی، کالیفرنیا کشف شد. وجود کربن-۱۴ در سال ۱۹۳۴ توسط فرانز کوری پیش‌بینی شده بود.